# Tëmnaja noč'
Tëmnaja noč' (in russo Тёмная ночь?, letteralmente Notte buia) è una famosa canzone sovietica associata alla Seconda Guerra Mondiale. Per la prima volta è stata suonata da Mark Bernes nel film di guerra I due combattenti (1943).
Il compositore della canzone è Nikita Bogoslovskij (1913-2004), mentre il testo è di Vladimir Agatov. Leonid Utësov è stato il primo a registrare la canzone, ma fu Bernes a rendere celebre il pezzo. Nel film, Bernes è un soldato che ricorda sua moglie e il suo bambino nella notte cantando la canzone.
La canzone era ed è tutt'oggi il simbolo degli anni della guerra per milioni di cittadini sovietici ed è stata usata in molti film sulla Seconda Guerra Mondiale come per esempio in Cenere e diamanti (1958) di Andrzej Wajda.
Buia è la notte è stata descritta come "una dolce canzone intrisa di una sensazione di nostalgia e di devozione per la persona amata" che aiuta a "rivelare il lato personale della vita dei soldati, indiscernibile nel ruggito della guerra", in netto contrasto con le tipiche canzoni di guerra sovietiche, che erano marcianti o patriottiche.
A parte Bernes e Utyosov, la canzone è stata suonata da Ivan Kozlovskij, Ljudmila Gurčenko, Jason Kouchak, Noize MC, Zemfira, Farhad Mehrad, Ivan Rebroff, Georg Malmsten, John Serry collabora con il cantante lirico Sidor Belarsky
 e Basta aka Naggano.
Nel 2006, la canzone di Utësov è stata usata per la colonna sonora dell'horror svedese Frostbite.
Una versione italiana della canzone è stata scritta ed eseguita dal fisarmonicista e cantautore pugliese Pierpaolo Mingolla, in arte CEDRO, nel 2025.

## Testo
| Testo russo | Traduzione |
| --- | --- |
| Тёмная ночь, только пули свистят по степи, Только ветер поёт в проводах, тускло звёзды мерцают. В тёмную ночь ты, любимая, знаю, не спишь, И у детской кроватки тайком ты слезу утираешь. Как я люблю глубину твоих ласковых глаз, Как я хочу к ним прижаться сейчас губами! Тёмная ночь разделяет, любимая, нас, И тревожная, чёрная степь пролегла между нами. Верю в тебя, в дорогую подругу мою, Эта вера от пули меня тёмной ночью хранила... Радостно мне, я спокоен в смертельном бою, Знаю встретишь с любовью меня, что б со мной ни случилось. Смерть не страшна, с ней не раз мы встречались в степи. Вот и сейчас надо мною она кружится. Ты меня ждёшь и у детской кроватки не спишь, И поэтому знаю: со мной ничего не случится! | Buia è la notte, solo le pallottole fischiano nella steppa, Solo il vento ronza nei cavi, pallide tremolano le stelle... Nella notte buia, tu, mia amata, so che non dormi, E accanto al letto del bambino, di nascosto asciughi una lacrima. Come amo, la profondità dei tuoi occhi teneri, Come voglio ora, stringere su di essi le mie labbra! La notte buia ci separa, mia amata, E la steppa inquietante e nera, si estende tra di noi. Credo in te, cara amica mia. Questa fede che dalle pallottole nella notte buia mi ha difeso... Sono contento, sono calmo nella battaglia mortale: So che mi incontrerai con amore, qualunque cosa mi accada La morte non fa paura, l’abbiamo incrociata molte volte nella steppa... Ecco, anche adesso, sopra di me volteggia, Tu mi aspetti, e vegli accanto al letto del bambino, E per questo so che non mi accadrà nulla. |